# Toticoryx exilis
Toticoryx exilis là một loài nhện trong họ Salticidae.
Loài này thuộc chi Toticoryx. Toticoryx exilis được Rollard & Wanda Wesołowska miêu tả năm 2002.